# Camille Bravard
Pour les articles homonymes, voir Bravard.
Camille Bravard, née le 31 octobre 2001 à Nantes, est une nageuse synchronisée française.

## Biographie
Le 12 août 2022, elle remporte la médaille de bronze de l'épreuve highlight par équipe de natation artistique lors des Championnats d'Europe de natation 2022 à Rome. Le 15 août 2022, elle remporte la médaille de bronze de l'épreuve libre par équipe lors de ces mêmes Championnats.